# Hand of Blood
Hand of Blood – drugi album walijskiej grupy Bullet For My Valentine.

## Lista utworów
1. "4 Words (To Choke Upon)"
2. "Hand of Blood"
3. "Cries in Vain"
4. "Curses"
5. "No Control"
6. "Just Another Star"